# Рацишево
Рацишево (пол. Raciszewo, нім. Reichenthal) — село в Польщі, у гміні Мілаково Острудського повіту Вармінсько-Мазурського воєводства.
Населення — 80 осіб (2011).
У 1975-1998 роках село належало до Ольштинського воєводства.

## Демографія
Демографічна структура станом на 31 березня 2011 року:
|          | Загалом | Допрацездатний вік | Працездатний вік | Постпрацездатний вік |
| -------- | ------- | ------------------ | ---------------- | -------------------- |
| Чоловіки | 45      | 7                  | 34               | 4                    |
| Жінки    | 35      | 7                  | 20               | 8                    |
| Разом    | 80      | 14                 | 54               | 12                   |